# Zaaibed

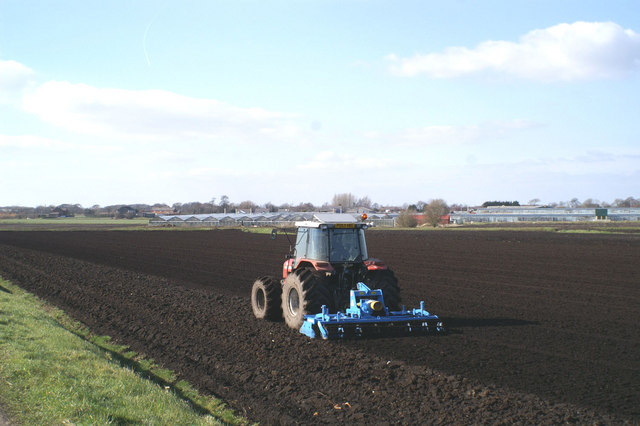
Zaaibedvoorbereiding in de akkerbouw in Lancashire, Verenigd Koninkrijk

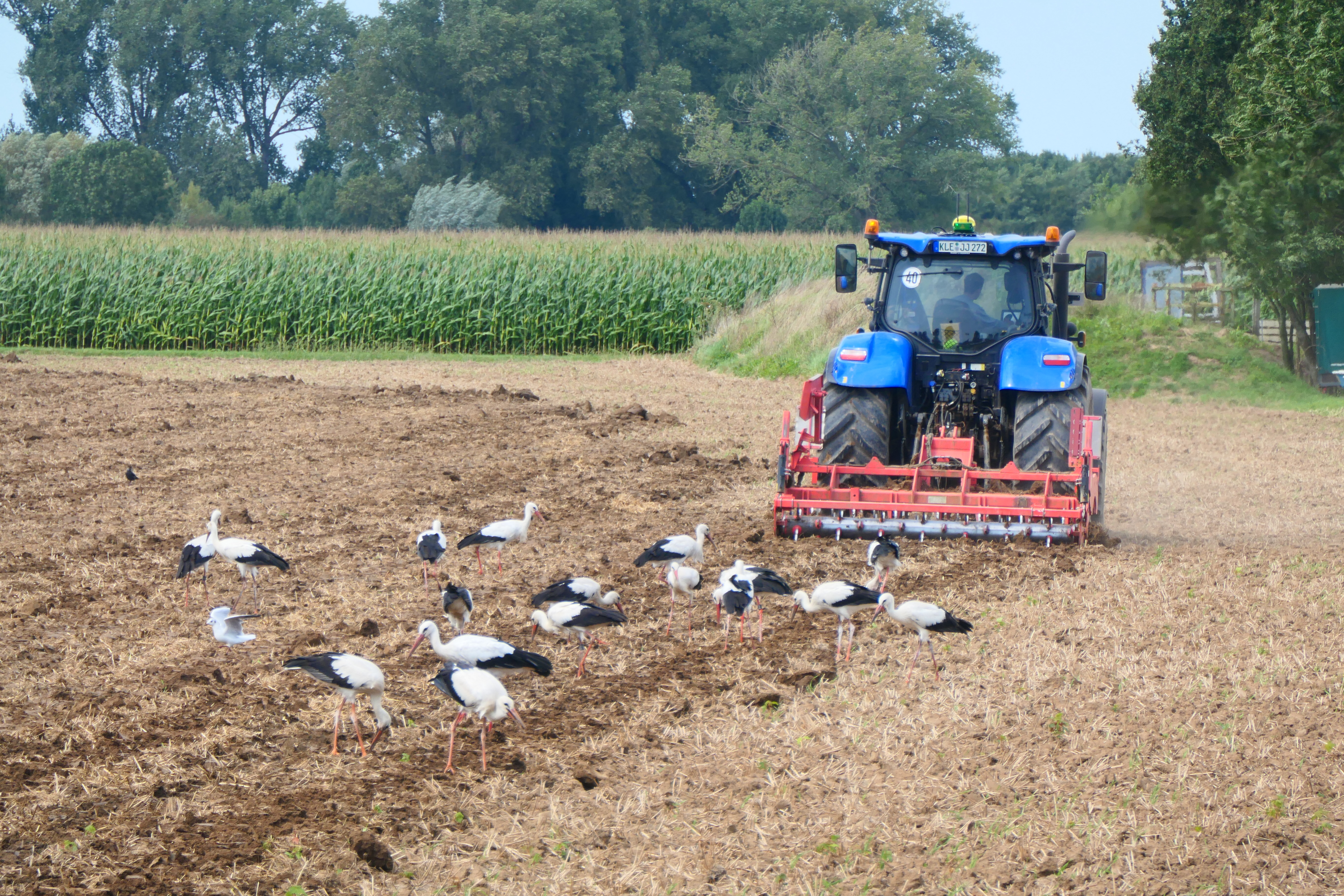
Zaaibedvoorbereiding in Kreis Kleve, Duitsland

Een zaaibed of kiembed is de strook grond waarin gewassen worden uitgezaaid. Bij tuinbouwgewassen bestaat het zaaibed niet alleen uit de bodem, maar ook uit een speciaal voorbereide gecontroleerde omgeving om de zaailingen te laten groeien tot grotere jonge planten, voordat ze worden overgeplant in een tuin of veld. De grond van een zaaibed moet los, vrij van steengruis, en egaal zijn, zonder grote kluiten. Deze eigenschappen zijn nodig zodat gewassen makkelijk op de juiste diepte kunnen worden gezaaid.

## Zaaibedvoorbereiding
De voorbereiding van een zaaibed omvat het klaarleggen van de bodem en het verbeteren van de bodem door toediening van externe stoffen.

### Klaarleggen van de bodem
Zaaibedvoorbereiding in de akkerbouw omvat voornamelijk secundaire grondbewerking die uitgevoerd worden met allerhande soorten eggen. In rotsige gebieden zullen stenen moeten worden verwijderd met stenenrapers. Deze bewerkingen kunnen volgen op primaire grondbewerking (indien van toepassing) zoals daar zijn: ploegen of diepwoelen. Niet-kerende bodembewerking landbouwmethoden vermijden intensieve grondbewerking voor zaaibedvoorbereiding en zijn daarom minder geschikt voor het inzaaien van fragiele zaden.
Zaaibedvoorbereiding in de tuinbouw omvat vaak secundaire grondbewerking via handgereedschappen zoals harken en schoffels. Dit kan wederom volgen op primaire grondbewerking (indien van toepassing) door spitten of frezen. Dit laatste biedt een gemotoriseerd alternatief dat zowel primaire als secundaire grondbewerking verzorgt.

### Verbeteren van de bodem
De bodemstructuur kan worden verbeterd door de introductie van organisch materiaal zoals compost of turf. Daarnaast kunnen de nitraat- en fosfaatgehaltes van de bodem worden aangepast met meststoffen. Als de bodem een tekort heeft aan andere micronutriënten, kunnen ook deze worden toegevoegd.